# Варвара Філіу
Варвара Філіу (також Філіоу) (грец. Βαρβάρα Φίλιου; (29 грудня 1994 , Марусі, периферія Аттика )) — грецька гімнастка, учасниця Олімпійських ігор 2016 року.

## Походження та раннє життя
Варвара Філіу народилася 29 грудня 1994 року у Марусі. Її мати Елеонора Марінова родом з Болгарії. Вона — колишня гімнастка, яка виступала на національному рівні. Варвара виділяє серед своїх захоплень читання, музику, танці, вона також любить проводити час з товаришами в кінотеатрі.
Філіу володіє п'ятьма мовами: грецькою, болгарською, англійською, французькою та російською.
Варвара Філіу почала займатися спортом у семирічному віці. За її словами, на неї великий вплив справила мати Елеонора Марінова. При цьому перші два місяці вона займалася спортивною гімнастикою, що зовсім їй не подобалися. Однак, потім вона почала займатися художньою гімнастикою, і їй це сподобалося.
У гімнастиці своїм кумиром Варвара вважає українку Ганну Безсонову. Тренується Варвара в основному в Москві у складі збірної Росії, це викликано, зокрема, економічним станом Греції. Також через тренування вона була змушена не відвідувати школу, однак на думку самої Варвари, старанні тренування і часті подорожі країнами світу дозволили їй не менше, ніж якби вона просто відвідувала школу, і вона пишається тим, що робить.

## Спортивні виступи
Варвара виступала на чемпіонаті світу 2010 року в Москві, де завершила виступи у кваліфікації, ставши 41-ю. Через рік в Монпельє вона зуміла увійти до числа фіналісток, посівши остаточне 23-тє місце. Філіу виграла срібну медаль на Kalamata Cup 2012, поступившись лише Ганні Різатдіновій. Вона стала 13-ю в багатоборстві на чемпіонаті Європи 2012 року. Вона не зуміла пройти кваліфікацію на Олімпійські ігри 2012 року, однак посіла 11-те місце на тестових змаганнях у Лондоні.
У 2013 році Варвара Філіу завоювала срібну медаль на Середземноморських іграх у Мерсіні з результатом 69,017 бали, поступившись лише іспанці Кароліні Родрігес. На чемпіонаті світу 2013 року в тому ж Мерсіні спортсменка стала восьмою.
Варвара посіла шосте місце на Кубку світу в Софії, а на чемпіонаті світу 2014 року в Ізмірі посіла 15-те місце у кваліфікації і 20-те у фіналі.
На чемпіонаті світу 2015 року в Штутгарті в фіналі зі стрічкою Варвара Філіу стала 8-ю, а у фіналі багатоборства — 14-ю.
Олімпійський сезон 2016 року гімнастка розпочала з участі на турнірі Гран-прі в Парижі, посівши в багатоборстві сімнадцяте місце. Наступним стартом для неї став етап Кубка світу в італійському Песаро, де Варвара посіла 37-ме місце у багатоборстві та 56-те у вправі з м'ячем. Філіу виступала у червні 2016 року на чемпіонаті Європи в Холоні. У липні Варвара встановила особистий рекорд на етапі Кубка світу в Казані під час кваліфікації.
19 серпня Варвара виступила у кваліфікації особового багатоборства на Олімпійських іграх в Ріо-де-Жанейро. Вона отримала 17,208 у вправі з обручем, по 17,333 бала з м'ячем і булавами, а її вправу зі стрічкою судді оцінили на 16,750. Підсумковий результат Філіу в 68,624 бала виявився лише п'ятнадцятим, що не дало їй змогу увійти до числа десяти фіналісток.

## Тренерська кар'єра
Станом на 2018 рік Варвара працює тренеркою індійської гімнастки Мегхні Редді Гундлапаллі. Філіу також проводила майстер-класи в Індії, Туреччини, Росії, Єгипті, Коста-Риці та Мексиці.

## Особисте життя
Варвари зустрічається з гімнастом Власіосом Марасом.